# 義演
義演（ぎえん、永禄元年8月20日（1558年10月1日）- 寛永3年閏4月21日（1626年6月15日））は、戦国時代から江戸時代にかけての真言宗の僧。父は二条晴良、母は伏見宮貞敦親王王女の位子。兄に九条兼孝・二条昭実、弟に鷹司信房がいる。室町幕府15代将軍足利義昭の猶子となり、「義」の一字を与えられている。

## 生涯
永禄7年（1564年）に三宝院門跡義堯の後継者として決定されたが、義堯の急逝によって先送りされ、5年後に醍醐寺理性院の堯助の許に入室した。
元亀2年（1571年）、報恩院雅厳を戒師として得度して堯助・雅厳に師事し、同年に大僧都に任ぜられた。天正3年（1575年）には醍醐寺金剛輪院を再興している。
天正4年（1576年）、醍醐寺第80代座主に就任。天正7年（1579年）に大僧正、同13年（1585年）に准三后宣下、文禄3年（1594年）には東寺長者に任じられている。豊臣秀吉が朝鮮出兵を行う際、東寺で仁王経大法会を修している。天皇・上皇・武家の尊崇を受け、特に秀吉が度々醍醐寺を訪れている。また、豊臣秀吉・豊臣秀頼親子の援助を受けて醍醐寺三宝院を復興している。その間にも門跡・座主に相応しい勉学や修行に励み、師の雅叙から附法状を与えられたのは、天正19年（1591年）のことであった。
文禄4年（1595年）からは秀吉の命で千僧供養が開始され、京都およびその近郊（山城国）に拠点を有する仏教八宗（天台宗・真言宗・律宗・禅宗・浄土宗・日蓮宗・時宗・浄土真宗）に対して僧侶100名で出仕するよう命じた。義演率いる真言宗は、千僧供養に他宗派とともに出仕した。ただし義演は自身の日記に「浄土宗以下八宗と同日同請、当時のていたらく威命に応ずるばかりなり（浄土宗以下の八宗と同じ日に同じように出仕を要請されるというなさけないありさまに陥っているのは、ただ秀吉の命令に応じざるを得ないからだ）」と著した。義演は自宗（真言宗）が長年国家鎮護を担ってきたが、真言宗と同じくらいの歴史を有し競合している天台宗および、義演が格下と見なしてきた新興の鎌倉新仏教の諸派と同日出仕とさせられることに不満を持っていた。千僧供養は当初、法要日一日を時間で区切り、時差式で各宗派が出仕をしていた。この方式の欠点として、先の順の宗派ほど格上と見えるため、出仕の順を巡ってトラブルが生じるようになった。慶長5年（1600年）には、宗派間のトラブル回避のためか、千僧供養は月ごとに各宗派が持ち回りで法要を行う形式に改められ、宗派間で出仕順を競る必要がなくなった。しかしこの変更は、見方によっては八宗が全て対等とも捉えられるので、鎌倉新仏教の諸派を格下と見なす義演は「末世末法あさましき次第なり」などと日記に書き記した。
元和年間に義演は、室町時代から途絶えていた後七日御修法を再興した。
義演は三宝院の宝蔵の充実を図るために貴重な書籍を見つけては、何人かの手で筆写させ、それを宝蔵に収集した。その中の、法然伝記の一級資料と評される、『法然上人伝記』（醍醐本）は、法然に近侍した源智が書き記したといわれるものを、義演が江戸時代初期に書写させたものであり、大正6年（1917年）に醍醐寺三宝院の宝蔵から発見された。
義演の著した『義演准后日記』は安土桃山時代から江戸時代初期にかけての社会情勢をうかがい知れる一次史料として、史料価値が高い。また豊臣秀吉・秀頼父子の造立した方広寺大仏（京の大仏）についての記述が多く、上記を研究するにあたっては参照されることが多い。